# Omoda 7

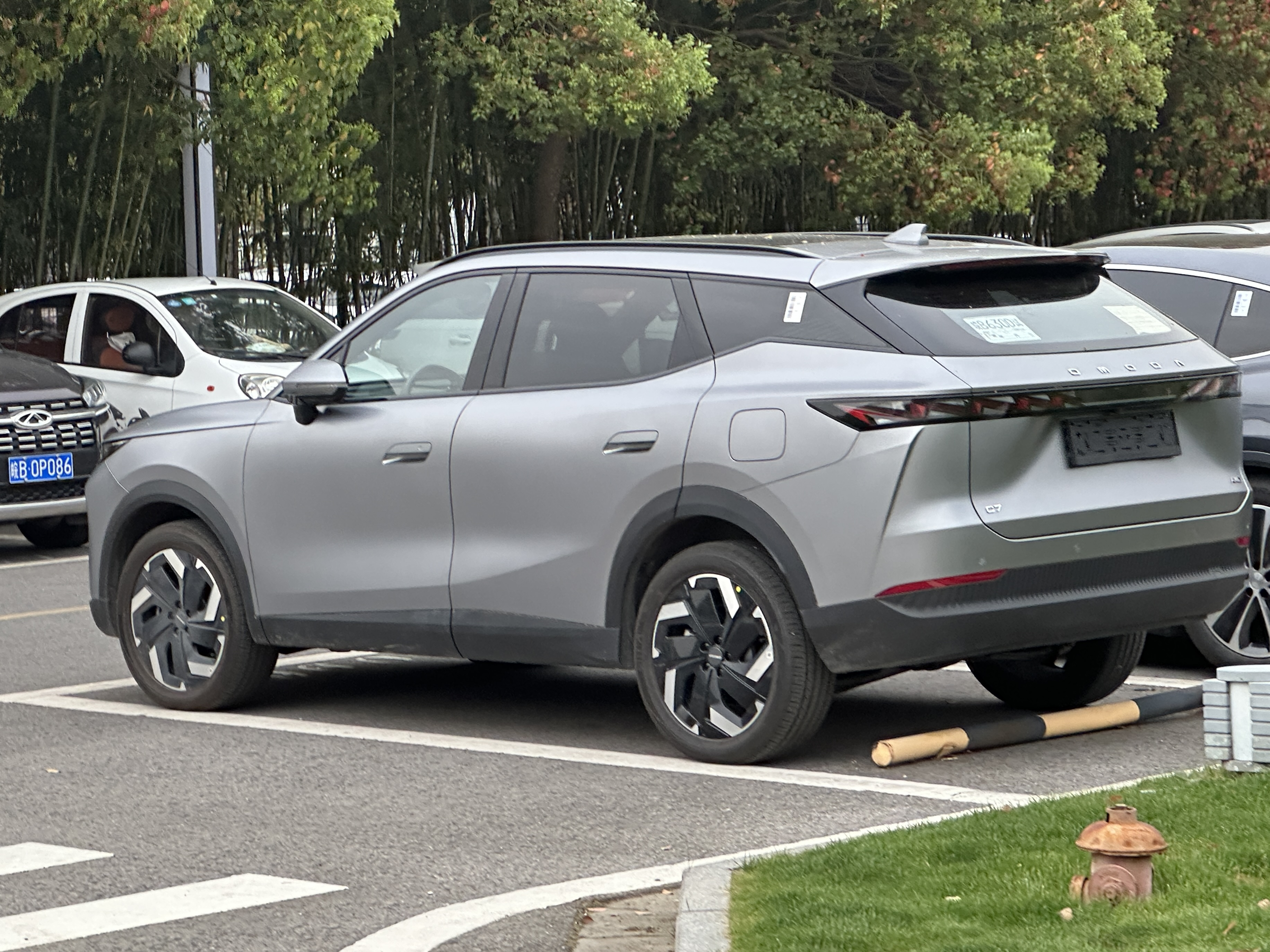
Heckansicht

Der Omoda 7 ist ein Sport Utility Vehicle des chinesischen Automobilherstellers Chery Automobile. Er wird unter der Marke Omoda vermarktet.

## Geschichte
Erstmals vorgestellt wurde das Fahrzeug Ende April 2024 in Wuhu. Im Mai 2025 wurde zunächst für Russland die Markteinführung angekündigt. Auch in verschiedenen Staaten der Europäischen Union soll der Wagen vermarktet werden.

## Technische Daten
Mit einer Länge von 4,66 Meter ist der Omoda 7 oberhalb des Omoda 5 positioniert. In Russland gibt es ausschließlich einen aufgeladenen 1,5-Liter-Ottomotor mit 110 kW (150 PS). Er hat serienmäßig Vorderradantrieb und ein 7-Stufen-Doppelkupplungsgetriebe. Gegen Aufpreis gibt es Allradantrieb. Das Kofferraumvolumen wird mit 639 Liter angegeben. Auch eine Plug-in-Hybrid-Version mit einer Systemleistung von 265 kW (360 PS) soll für das SUV angeboten werden. Ein Akku mit einem Energieinhalt von 18,3 kWh soll eine elektrische Reichweite von rund 100 km ermöglichen.
|                                            | 1.6T                             |
| ------------------------------------------ | -------------------------------- |
| Bauzeitraum                                | seit 05/2025                     |
| Motorkenndaten                             |                                  |
| Motorart                                   | Ottomotor                        |
| Motorbauart                                | R4                               |
| Motoraufladung                             | Turbolader                       |
| Hubraum                                    | 1598 cm³                         |
| max. Leistung bei min−1                    | 110 kW (150 PS) / 5500           |
| max. Drehmoment bei min−1                  | 275 Nm / 2000–3500               |
| Kraftübertragung                           |                                  |
| Antrieb, serienmäßig                       | Vorderradantrieb                 |
| Antrieb, optional                          | (Allradantrieb)                  |
| Getriebe                                   | 7-Stufen-Doppelkupplungsgetriebe |
| Messwerte                                  |                                  |
| Höchstgeschwindigkeit                      | 190 km/h (190 km/h)              |
| Beschleunigung, 0–100 km/h                 | 10,4 s (11,4 s)                  |
| Kraftstoffverbrauch auf 100 km, kombiniert | 7,5 l Super (8,0 l Super)        |
| Leergewicht                                | 1653 kg (1753 kg)                |
| Tankinhalt                                 | 51 l (57 l)                      |
| Abgasnorm                                  | Euro 5+                          |